# Nina Rung
Nina Rung, född 26 december 1981, är en svensk kriminolog, debattör och föreläsare. Hon har en bakgrund som utredare vid Stockholmspolisen och har profilerat sig som debattör mot våld och patriarkala samhällsstrukturer.
Hennes och maken Peter Rungs skyddsprojekt Huskurage har blivit diskuterat på grund av sina främjande rekommendationer. Hon även varit redaktör för antologierna Sida vid sida och Stora porrboken, vilka riktar in sig på feministisk kamp mot orättvisor.

## Biografi
Rung har studerat kriminologi och genusvetenskap på kandidatnivå samt statsvetenskap och juridik på grundnivå vid Stockholms universitet. Hon har ingen avlagd examen högre än C-nivå (grund-/kandidatnivå) och har alltså inte disputerat, vilket gör att man kan ifrågasätta att hon ofta presenteras som kriminolog, eftersom det är kutym att minst magister-/masterexamen ska vara avlagd innan man kan presentera sig på det sättet. Hon har senare arbetat som utredare vid Stockholmspolisen.
Rung är verksam som debattör och föreläsare. Hon är engagerad i frågor om våld och sexualiserat våld kopplat till kön. Rung har arbetat på Stockholmspolisen med att utreda grovt våld i nära relationer samt sexuellt våld mot barn och har mångårig erfarenhet av normarbete och prevention kopplat till våld och sexuellt våld. Hon menar att det främst finns två sätt att motverka att barn far illa: dels att lära barn om deras rättigheter och privata kroppsdelar, dels att uppfostra pojkar rätt. Rung har presenterat flera förslag för hur våld i nära relationer skulle kunna minskas, till exempel genom att satsa på kompetenshöjning i förskolan och skolan om våld i nära relationer, samt genom att ställa krav på idrottsföreningar att motverka machokultur.
Rung har arbetat som expert i EU-projektet Judex+, som pågick under perioden 2016–2018. Projektet syftade till att implementera ett barnvänligare rättssystem vid rättslig prövning av sexuellt våld mot barn. Hon föreläser också inom Treskablinoll, en ideell förening som motarbetar sexuella övergrepp på barn.

### Huskurage
Rung grundade 2014 föreningen Huskurage tillsammans med maken Peter Rung, för att förhindra och förebygga våld i hemmet genom grannar som reagerar. De informerar fastighetsbolag och kommuner och sprider Huskurage-policyn, en metod framtagen av makarna Rung. Huskurage har beskrivits som ett beprövat koncept som används av många fastighetsbolag. Metoden innebär ett långsiktigt och systematiskt arbete som bygger på evidens.
Metoden har kritiserats av Örebropolisen, som menar att det finns en risk att grannar till våldsutsatta själva kan drabbas av våld om metoden följs. Huskurage menar å sin sida att metoden räddar liv. Även Riksorganisationen för kvinnojourer och tjejjourer, Roks, har framfört reservationer mot metoden. De är avvisande till uppmaningen att grannar ska ringa på dörren vid misstanke om våld i nära relationer. Roks hävdar att forskning samt kvinnojourernas erfarenhet visar att den typ av ingripanden som Huskurage förespråkar i vissa fall är farliga.
I oktober 2022 avbokade Karlshamns kommun ett föredrag med Nina Rung efter ett reportage i tidningen Kvartal där Huskurage anklagades för tveksamma metoder. Kritik mot föreningens rekommendationer har dock framförts flera år tidigare.

### Bokproduktioner
Rung har vid olika tillfällen arbetat med bokproduktioner med anknytning till hennes verksamhet. 2019 utkom hon med Huskurage, författad tillsammans med maken. Året efter fungerade hon som redaktör för Sida vid sida: en bok om feministisk revolution, en essäsamling med författare som Linnéa Claeson, Nilla Fischer, Linnea Henriksson, Bianca Kronlöf, Åsa Lindhagen, Mia Skäringer, Stina Wollter och Ida Östensson. Rung presenterar författarna som "vi som kallas horor, fittor, manshatare, häxor och feminazis", och boken marknadsfördes som en uppdaterad version av det sena 1990-talets feministiska "stridsskrifter" Under det rosa täcket och Fittstim. I likhet med dessa hävdas i boken den feministiska idén om det förhärskande patriarkatet som en realitet som gynnar män och missgynnar kvinnor (i form av en könsmaktsordning). I bokens berättelser lyfts också personliga upplevelser av skeva ideal, orättvisor och övergrepp.
2021 återkom Nina Rung som redaktör för ytterligare en antologi, denna gång inriktad mot det som hon ser som ett av patriarkatets viktigaste maktverktyg – pornografin. I Stora porrboken presenteras det som författarna ser som pornografins negativa effekter på producenter, konsumenter, barn och ungdomar och samhället i stort. Bland författarna denna gång finns Maria Ahlin, Linn Heed, Meghan Donevan, Katarina Svensson Flood, Olga Persson och Max Waltman. Nina Rung menar själv att "Porrliberaler har alltid fått mer kärlek av patriarkatet" och att det finns en tydlig koppling mellan pornografi och våld. Rungs raka orsakssamband anammas dock långtifrån av alla svenska feminister.

## Utmärkelser
- 2018 - Madeleine Leijonhufvud-priset för sina insatser med att sprida kunskap kring sexuellt våld och driva opinion för en ny sexualbrottslagstiftning.[28]
- 2020 - Zaida Catalán-priset för Rungs arbete mot våld och för jämställdhet.[29]